# WKG Kriegsmarine Gotenhafen
Die WKG Kriegsmarine Gotenhafen war ein Fußballverein im Deutschen Reich mit Sitz in der heutzutage polnischen Hafenstadt Gdynia.

## Geschichte
Die WKG trat in der Saison 1944/45 in der Gauliga Danzig-Westpreußen innerhalb der Gauklasse Staffel II Gotenhafen an. Dort wurde der Spielbetrieb im Januar 1945 dann aber auch abgebrochen. Zu diesem Zeitpunkt hatte die WKG sechs Spiele gespielt und stand mit 3:9 Punkten auf dem vierten Tabellenplatz. Die zweite Mannschaft trat in der gleichen Saison in der 1. Klasse Danzig-Westpreußen innerhalb der Kreisgruppe Zoppot/Gotenhafen als Neuling an. Diese Mannschaft kam jedoch sogar nur auf insgesamt vier gespielte Partien, womit diese sich mit 2:6 Punkten am Ende auf dem fünften Tabellenplatz wiederfinden lassen.
Durch die Kapitulation des Deutschen Reichs am Ende des Zweiten Weltkriegs, wurde Danzig-Westpreußen unter polnische Verwaltung gestellt. Der Verein wurde dann auch aufgelöst.